# Автошлях E502
E 502 — європейська дорога класу B у Франції, що сполучає міста Ле-Ман — Тур.

## Маршрут
- Франція
  - E50, E402 E501 Ле-Ман
  - E05, E60, E604 Тур